# Natriumtantalat
Natriumtantalat ist eine anorganische chemische Verbindung des Natriums aus der Gruppe der Tantalate.

## Gewinnung und Darstellung
Natriumtantalat kann durch Reaktion von Natriumhydroxid oder Natriumcarbonat mit Tantal(V)-oxid bei 1200 °C gewonnen werden.

## Eigenschaften
Natriumtantalat ist ein weißer Feststoff. Er besitzt eine Perowskit Kristallstruktur mit der Raumgruppe P2/m (Raumgruppen-Nr. 10) oder Raumgruppe Pcmn (Raumgruppen-Nr. 62, Stellung 4). Bei höheren Temperaturen treten noch weitere Kristallstrukturen auf.

## Verwendung
Natriumtantalat kann als Fotokatalysator verwendet werden. Durch Reaktion mit Blei(II)-chlorid kann Blei(II)-tantalat gewonnen werden.